# Α-Bungarotoxin
α-Bungarotoxin Isoform V31 ist ein Protein und Neurotoxin aus der Schlange Bungarus multicinctus.

## Eigenschaften
α-Bungarotoxin wird in der Giftdrüse gebildet. Es bindet und hemmt nikotinische Acetylcholinrezeptoren. Es ist ein Antagonist insbesondere von muskulärem alpha-1/CHRNA1 und neuronalem alpha-7/CHRNA7. Durch die Bindung von bis zu zwei Molekülen α-Bungarotoxin wird die Bindung von Acetylcholin gehemmt. Allerdings reicht die Bindung von einem Molekül zur Hemmung des nikotinischen Acetylcholinrezeptors aus. Im Gegensatz zum verwandten κ-Bungarotoxin hemmt α-Bungarotoxin das Ganglion ciliare von Hühnern nicht. Wie das κ-Bungarotoxin wirkt α-Bungarotoxin postsynaptisch, während β-Bungarotoxin präsynaptisch wirkt. Aufgrund der Struktur wird α-Bungarotoxin zu den Dreifingertoxinen gezählt. Es besitzt fünf Disulfidbrücken.